# Drielobboog

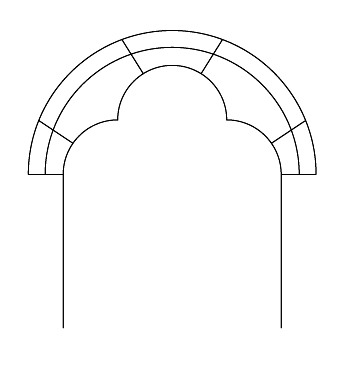
Driepasboog

De drielobboog, klaverbladboog of driepasboog is een type boog dat uit drie cirkeldelen bestaat in de vorm van een drielob. De middelpunten van die cirkels vormen met elkaar een gelijkzijdige driehoek. De drie cirkelsegmenten raken elkaar op een dusdanige manier dat ze een bladmotief vormen. Een drielobboog heeft twee toten en is daarmee een tootboog. De buitenste cirkelsegmenten sluiten vrijwel recht aan op de dagkanten van de muuropening.
Wanneer de aansluiting op de dagkanten van de muuropening niet recht is maar schuin naar binnen gericht en de tootboog als het ware te breed is voor de muuropening, wordt de boog een drielobbige hoefijzerboog genoemd.
Varianten van de drielobboog zijn de tweelobboog met maar twee cirkelsegmenten en de waaierboog met een groter aantal cirkelsegmenten die samen een boog vormen.
Wanneer de boogvorm geen drielobbige bladeren heeft, maar driebladvormige met een spits uiteinde is dat een driebladboog.

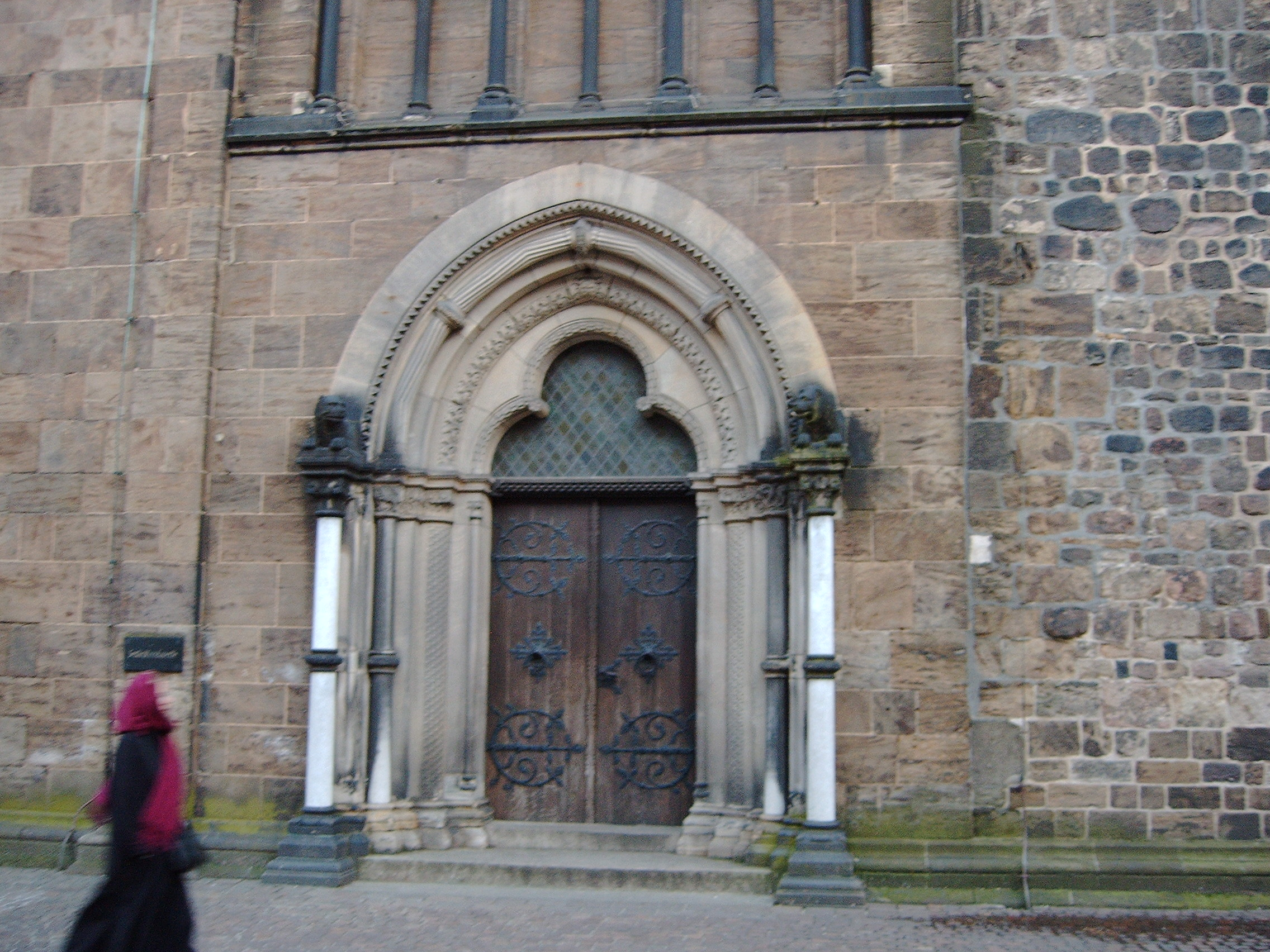
Drielobboog boven een toegangsdeur
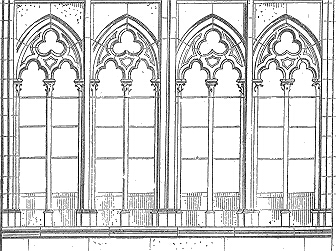
8 drielobbogen
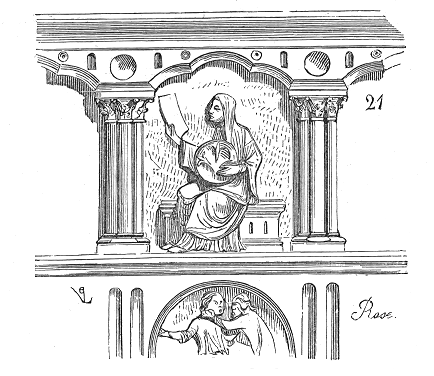
Afbeelding uit een Frans architectuurwoordenboek